# ت ع م+00:20

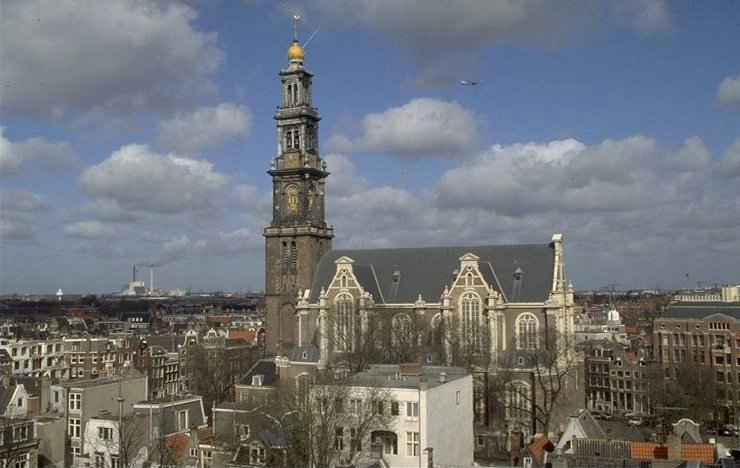

التوقيت العالمي المنسق +00:20 أو ت ع م+00:20 {بالإنجليزية:UTC+00:20} هو مقابلة الوقت المحلي للتوقيت العالمي المنسق +00:20.
ت ع م+00:20 استخدم في هولندا من 1 مايو 1909 إلى 16 مايو 1940، حيث كان يُعرف باسم توقيت أمستردام أو التوقيت الهولندي.

## روابط خارجية
- Wettelijke tijdregeling in Nederland (بالهولندية)